# Кабесас-дель-Вільяр
Кабесас-дель-Вільяр (ісп. Cabezas del Villar) — муніципалітет в Іспанії, у складі автономної спільноти Кастилія-і-Леон, у провінції Авіла. Населення — 342 особи (2010).
Муніципалітет розташований на відстані близько 130 км на захід від Мадрида, 43 км на захід від Авіли.
На території муніципалітету розташовані такі населені пункти: (дані про населення за 2010 рік)
- Кабесас-дель-Вільяр: 326 осіб
- Рівільяс-де-ла-Каньяда: 16 осіб

## Демографія
Динаміка населення (INE ):